# Сант-Амброджо-суль-Гарильяно
Сант-Амброджо-суль-Гарильяно, Сант-Амброджо-суль-Ґарильяно (італ. Sant'Ambrogio sul Garigliano) — муніципалітет в Італії, у регіоні Лаціо,  провінція Фрозіноне.
Сант-Амброджо-суль-Гарильяно розташований на відстані близько 130 км на південний схід від Рима, 55 км на південний схід від Фрозіноне.
Населення — 987 осіб (2014).
Щорічний фестиваль відбувається 3 лютого. Покровитель — святий Власій.

## Демографія
Населення за роками:

Станом на 1 січня 2023 року в муніципалітеті офіційно проживали 22 іноземці з 8 країн, серед них 7 громадян країн Євросоюзу та 3 громадяни України.

## Сусідні муніципалітети
- Рокка-д'Евандро
- Сант-Андреа-дель-Гарильяно
- Сант-Аполлінаре